# Bahnhof Weiterstadt
Der Bahnhof Weiterstadt liegt bei Streckenkilometer 26,65 der Rhein-Main-Bahn zwischen Mainz und Darmstadt. Am Bahnhof halten heute die Nahverkehrszüge der Linie RB 75 des Rhein-Main-Verkehrsverbundes (RMV) in Richtung Aschaffenburg (über Darmstadt) und Wiesbaden (über Mainz).

## Geschichte

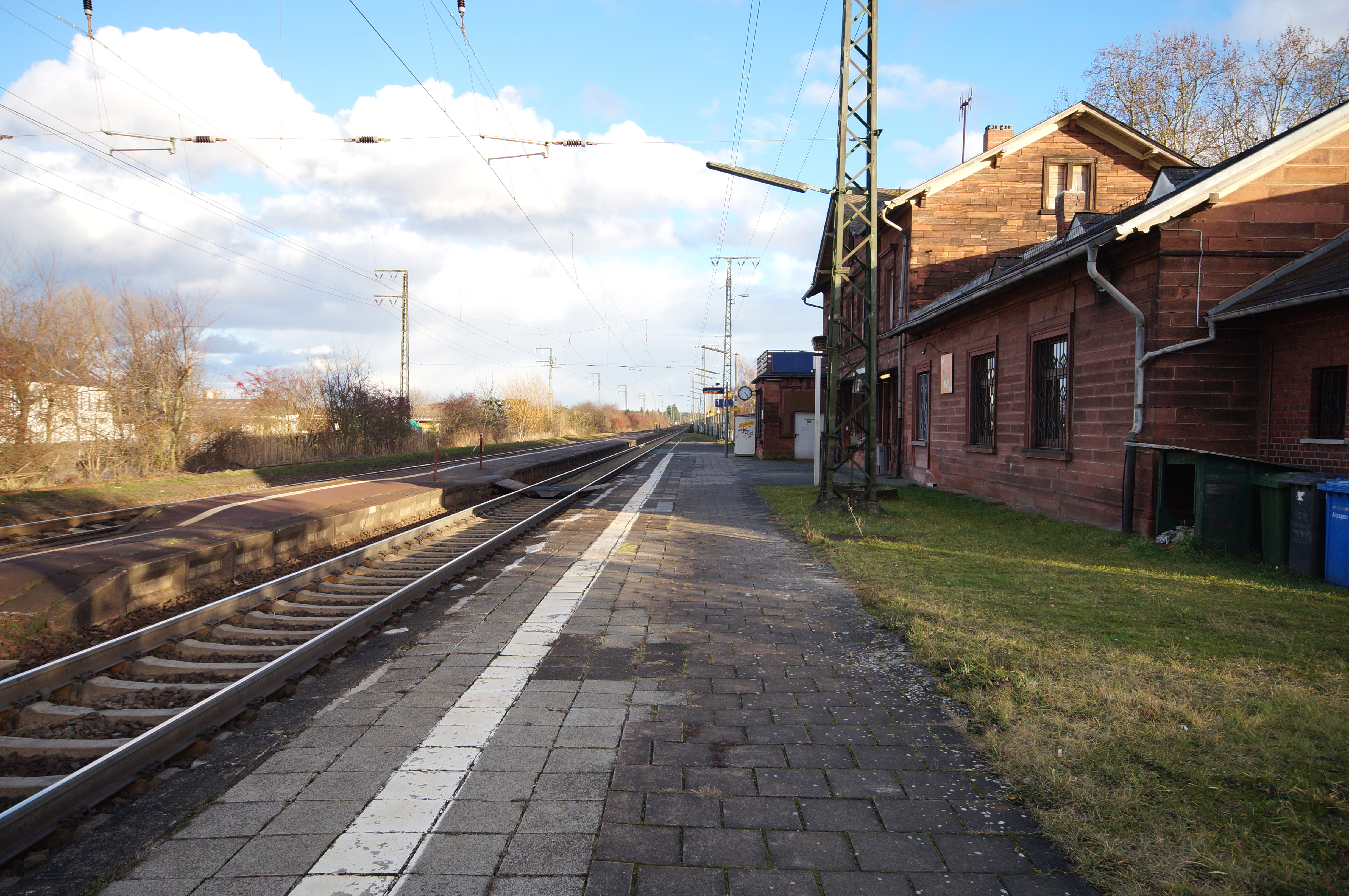
Die Bahnsteige in Weiterstadt 2014, vor dem Umbau

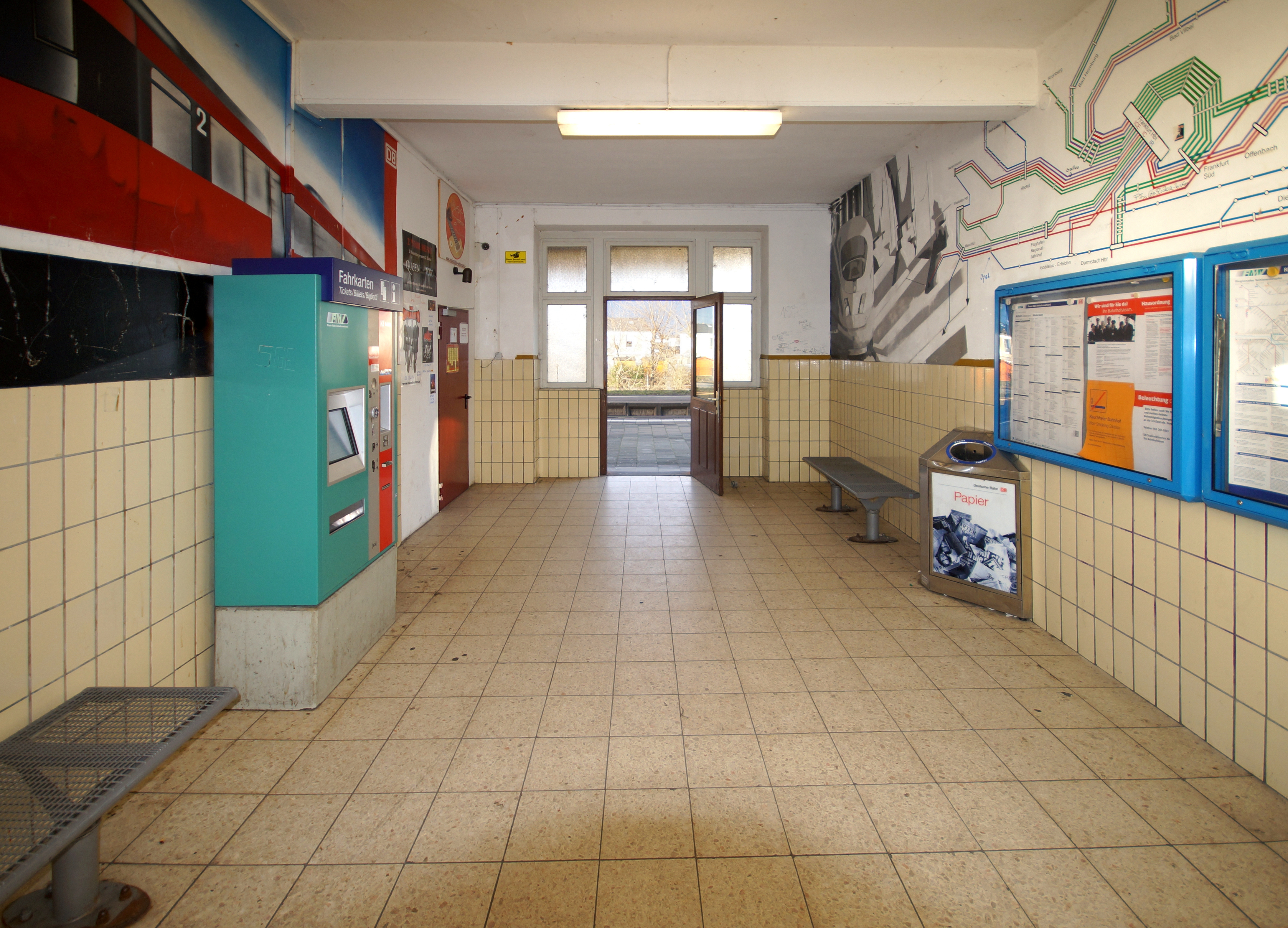
Bahnhofshalle

Die Rhein-Main-Bahn wurde in dem Abschnitt zwischen Gustafsburg-Hafen und Darmstadt am 1. August 1858 von der Hessischen Ludwigsbahn eröffnet. Kurz danach erhielt der Bahnhof ein erstes Empfangsgebäude. Der Bahnhof war mit einem Stationsverwalter und vier Bahnwärtern besetzt.
Nach dem Ende des Ersten Weltkrieges war Weiterstadt während der Alliierten Rheinlandbesetzung Grenzort in der französischen Zone. Der Bahnhof wurde als Kopf- und Endstation für die von Westen kommenden Züge genutzt.

### Empfangsgebäude
Das heutige Empfangsgebäude wurde um das Jahr 1870 südlich der Strecke errichtet. Es besteht aus einem zweigeschossigen, traufständigen Mittelbau mit einem einstöckigen, ebenfalls traufständigen Seitenflügel nach Westen, ursprünglich die Bahnhofsgaststätte. Baumaterial ist roter Buntsandstein. Die vierachsige Fassade ist sowohl zur Straßen- als auch zur Bahnsteigseite mittig durch einen zweiachsigen, flachen Mittelrisaliten mit Giebel gegliedert. Die straßenseitige Eingangstür ist im Erdgeschoss noch zusätzlich zwischen diesen beiden Achsen angeordnet. Abgesetzt vom Hauptgebäude steht ein Güterschuppen aus der Zeit um 1890, der in Backstein ausgeführt ist. Das Empfangsgebäude ist ein Kulturdenkmal nach dem Hessischen Denkmalschutzgesetz.

## Heutige Situation

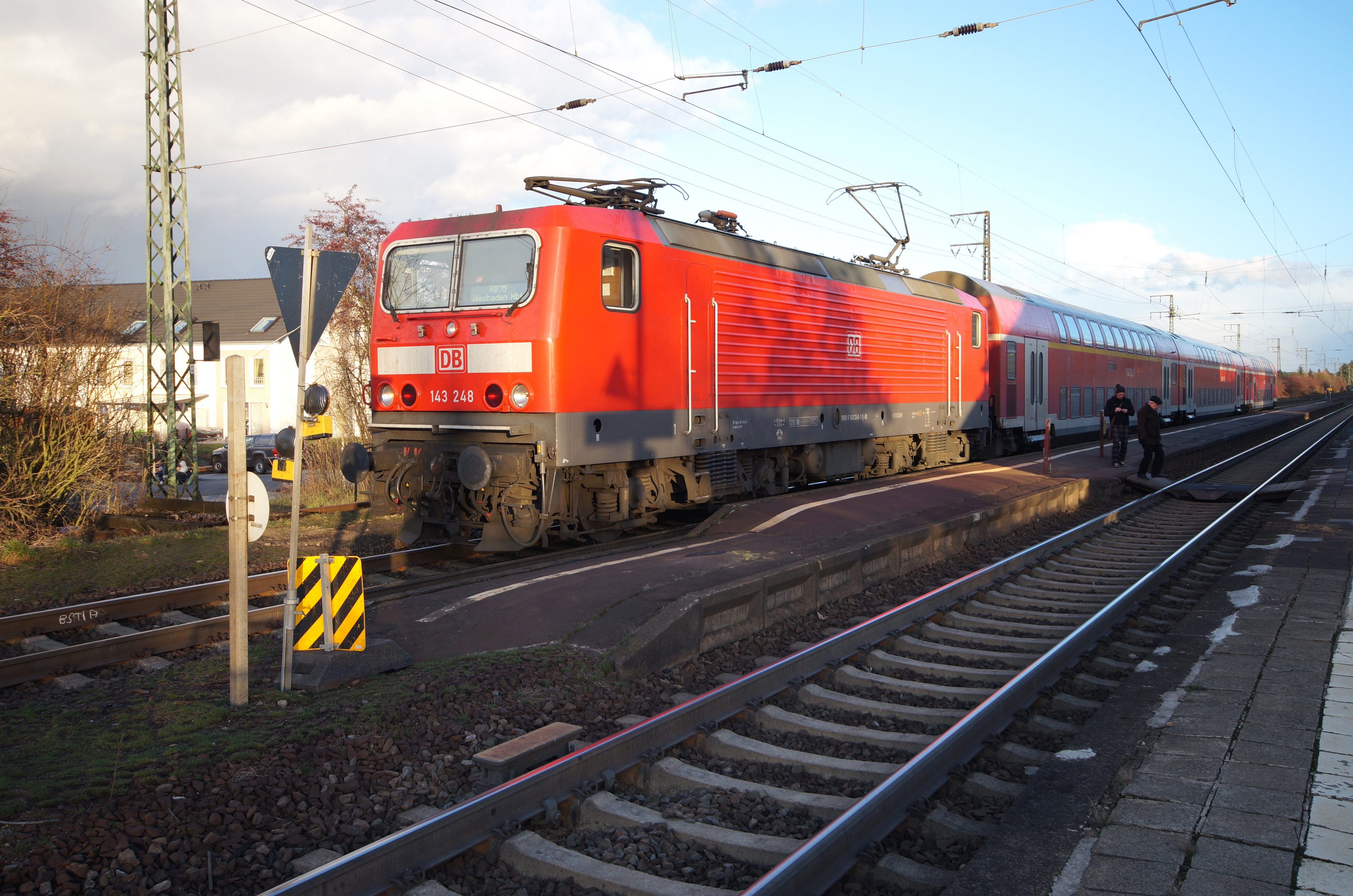
Regionalbahn mit einer Lokomotive der DB-Baureihe 143 im Bahnhof Weiterstadt auf dem Weg über die Rhein-Main-Bahn nach Wiesbaden

Der Weiterstädter Bahnhof liegt zwischen Groß-Gerau und Darmstadt. Auf der Groß-Gerauer Seite sind die zum Fahrdienstleiter des Bahnhofs Groß Gerau gehörende Abzweigstelle „Klein-Gerau Eichmühle“ und auf der Darmstädter Seite die zu Darmstadt Hauptbahnhof gehörende Abzweigstelle „Weiterstadt Stockschneise“ die nächsten Betriebsstellen.
Der Bahnhof Weiterstadt ist örtlich besetzt und verfügt über ein Drucktastenstellwerk der Bauform DrS2. Der Bahnhof wies bis zum Umbau 2018 bis 2020 einen Außen- sowie einen Zwischenbahnsteig auf, der vom Fahrdienstleiter mit einer Kette abgesperrt und freigegeben wurde. Ein Außenbahnsteig war längere Zeit in Diskussion. Vorbereitend wurde dafür beim Bau der neuen Fußgängerunterführung 2001 das dritte Gleis abgebaut.
Es gab 2008 neun Fahrradboxen. Seit 1997 halten am Bahnhof keine Busse mehr. Deren nächste Haltestelle ist 800 m entfernt.
Im Februar 2018 begannen Bauarbeiten zur Modernisierung des Bahnhofs, unter anderem zur Verbesserung der Barrierefreiheit der Bahnsteige. Sie wurden 2019 abgeschlossen, seitdem sind der Hausbahnsteig und der neue Seitenbahnsteig an Gleis 2 76 cm hoch.
| Linie | Verlauf | Takt |
| ----- | --- | --- |
| RB 75 | Rhein-Main-Bahn: Wiesbaden Hbf – Mainz Hbf – Mainz Römisches Theater – (Mainz-Gustavsburg –) (stündlich) Mainz-Bischofsheim – Nauheim (b Groß Gerau) – Groß Gerau – Klein-Gerau – Weiterstadt – Darmstadt Hbf – Darmstadt Nord – Darmstadt-Kranichstein – Messel – Dieburg – Altheim (Hess) – Hergershausen – Babenhausen (Hess) – Stockstadt (Main) – Mainaschaff – Aschaffenburg Hbf Stand: Fahrplanwechsel Dezember 2021 | 25/35 min (wochentags) 25/35 min (Wiesb.–Darmstadt sa) 60 min (Darmstadt–Aschaffenb. sa) 60 min (so/feiertags) |

## Trivia
Zu Beginn des Zweiten Weltkriegs wurden Mitarbeiter des Bahnhofs belobigt, die in der Nacht vom 15. auf den 16. Oktober 1939 abgesprungene „feindliche Flieger“ festnahmen.